# أولاد عيسى (اخميسات الشاوية)
أولاد عيسى هي إحدى مشيخات المملكة المغربية، تتبع جغرافيا لإقليم سطات وإداريًا لاخميسات الشاوية. يقدر عدد سكانها بـ 34551 نسمة حسب الإحصاء الرسمي للسكان والسكنى لسنة 2004.